# 石田吉平
石田 吉平（いしだ きっぺい、2000年4月28日 - ）は、ジャパンラグビーリーグワン横浜キヤノンイーグルスに所属するラグビー選手。

## プロフィール
- 兵庫県尼崎市出身[1]。
- ポジションはウィング(WTB)。
- 身長 167 cm、体重 75 kg
- 7人制ユース日本代表に選ばれたことがある。
- 7人制ラグビー日本代表に選出された[2]。
- 日本代表キャップは2。（2025年8月15日現在）

## 略歴
5歳からラグビーを始めた。
2019年、常翔学園高校卒業後、明治大学に入学。なお常翔学園高校時代、高校日本代表に選ばれたことがある。
2021年、東京五輪の7人制ラグビー日本代表内定選手に選ばれた。
2022年、明治大学ラグビー部の主将に就任。
2023年、明治大学卒業後、横浜キヤノンイーグルスに加入。
2024年、パリ2024五輪の7人制ラグビー日本代表内定選手に選ばれて主将を務める。同年12月22日に行われたJAPAN RUGBY LEAGUE ONE第1節カンファレンスAブレイブルーパス東京戦にて先発出場でリーグワン公式戦初出場を果たした。
2025年7月5日に行われたリポビタンDチャレンジカップ2025ウェールズ戦にて先発出場で日本代表初キャップ獲得。